# پرچم آلبانی
پرچم آلبانی برای اولین بار در ۷ آوریل ۱۹۹۲ به رسمیت شناخته شد. به عنوان پرچم ملی شناخته می‌شود و همچنین دارای تناسب ۵:۷ می‌باشد. این پرچم دارای زمینه قرمز با یک عقاب دوسر سیاه در مرکز است.

## تاریخچه
در زمانی که حکومت این کشور کمونیستی بود یک ستاره که نماد سوسیالیست بود بالای سر دو عقاب روی پرچم بود.
رنگ قرمز نشان دهنده شجاعت، قدرت، دلاوری و ایثار است و همچنین عقاب نماد دولت مستقل آلبانی می باشد. این پرچم به عنوان پرچم ملی آلبانی در زمانی که این کشور استقلال خود را از امپراتوری عثمانی در سال 1912 به دست آورد؛ طراحی شد.

## نگارخانه

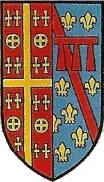